# 추바시야 공화국의 행정 구역
다음은 추바시 공화국의 행정 구역이다.

## 행정 구역
- 5개 공화국 지정 도시
  - 체복사리 (Чебоксары) (수도)
    - 칼리닌스키 구 (Калининский)
    - 레닌스키 구 (Ленинский)
      - 노비예랍사리 (Новые Лапсары)

    - 모스콥스키 구 (Московский)
      - 소스놉카 (Сосновка)

  - 알라티리 (Алатырь)
  - 카나시 (Канаш)
  - 노보체복사르스크 (Новочебоксарск)
  - 슈메를랴 (Шумерля)
- 21개 군 (하위에 4개 군 지정 도시, 7개 도시형 정착지)
  - 알라티르스키군 (Алатырский)
  - 알리콥스키군 (Аликовский)
  - 바티렙스키군 (Батыревский)
  - 체복사르스키군 (Чебоксарский)
    - 쿠게시 (Кугеси)

  - 이브레신스키군 (Ибресинский)
    - 부인스크 (Буинск)
    - 이브레시 (Ибреси)

  - 카나시스키군 (Канашский)
  - 콤소몰스키군 (Комсомольский)
  - 코즐롭스키군 (Козловский)
    - 코즐롭카 시 (Козловка)

  - 크라스노아르메이스키군 (Красноармейский)
  - 크라스노체타이스키군 (Красночетайский)
  - 마린스코포사츠키군 (Мариинско-Посадский)
    - 마린스키포사트 시 (Мариинский Посад)

  - 모르가우시스키군 (Моргаушский)
  - 포레츠키군 (Порецкий)
  - 셰무르신스키군 (Шемуршинский)
  - 슈메를린스키군 (Шумерлинский)
  - 치빌스키군 (Цивильский)
    - 치빌스크 시 (Цивильск)

  - 우르마르스키군 (Урмарский)
    - 우르마리 (Урмары)

  - 부르나르스키군 (Вурнарский)
    - 부르나리 (Вурнары)

  - 야드린스키군 (Ядринский)
    - 야드린 시 (Ядрин)

  - 얄칙스키군 (Яльчикский)
  - 얀티콥스키군 (Янтиковский)